# Ларс Онсагер
 Ларс Онсагер (на норвежки: Lars Onsager, на норвежки собственото име се произнася като Лаш) е американски физикохимик и физик-теоретик от норвежки произход, носител на Нобелова награда за химия през 1968 година.

## Биография
Роден е на 27 ноември 1903 година в Кристиания (днес Осло), Норвегия. Баща му е адвокат. След завършване на средно училище в Осло, постъпва в Норвежкото техническо висше училище в Тронхайм, където се дипломира като инженер химик през 1925 г.
През 1925 г. прави корекция в теорията за електролитните разтвори на Дебай-Хюкел, за да характеризира Брауновото движение на йони в разтвор, а през 1926 г. я публикува. Той пътува до Цюрих, където Петер Дебай е преподавател и се изправя срещу Дебай, твърдейки, че теорията му е погрешна. Впечатлява Дебай толкова много, че е поканен да стане негов помощник в Швейцарското висше технологично училище в Цюрих, където остава до 1928 г.

### Университет „Джон Хопкинс“
През 1928 г. заминава за Съединените американски щати, за да заеме преподавателско място в университета „Джонс Хопкинс“ в Балтимор, Мериленд. Там той трябва да преподава на първокурсници в областта на химията, но бързо става ясно, че макар и гений в разработването на теории във физикохимията, има малък талант за преподаване. Освободен е след един семестър.

### Университет „Браун“
След напускането на „Джонс Хопкинс“ приема място (преподавател по статистическата механика за специализанти в областта на химията) в университета „Браун“ в Провидънс, Роуд Айлънд, където става ясно, че той е не по-добър в обучението на напреднали студенти, отколкото на първокурсници, но постига значителен успех в статистическата механика и термодинамиката. Единственият завършил студент, който наистина може да разбере неговите лекции за електролитните системи, Реймънд Фюс, работи при него и в крайна сметка се присъединява към него в химическия факултет на университета Йейл.
Неговите изследвания в „Браун“ са съсредоточени най-вече върху ефектите на разпространението на температурните градиенти и феноменологичните уравнения на Онсагер, набор от уравнения, публикувани през 1929 г., а в разширена форма през 1931, в статистическата механика, чието значение остава неосъзнато за много години. Въпреки това, стойността им става ясна десетилетия след Втората световна война, като през 1968 г. те са счетени за достатъчно важни, за да може Онсагер да получи Нобеловата награда за химия през същата година.
През 1933 г., когато Голямата депресия ограничава университета, който не може да си позволи да задържи член, който работи само като изследовател, но не и като преподавател, той е освободен. След пътуване до Европа е нает от Йейлския университет, където остава повечето време от остатъка на живота си, като се пенсионира през 1972 година.
През 1933 г., точно преди встъпването си в длъжност в Йейл, Онсагер пътува до Австрия, за да посети електрохимика Ханс Фалкенхаген. Там се запознава с неговата балдъза, Маргрете Арледтер, с която се женят на 7 септември 1933 г. и имат трима сина и една дъщеря.

### Йейлски университет
В Йейл настъпва неудобно положение: той е нает на постдокторска позиция, но се установява, че никога не е получавал докторска степен. Когато депозира труда си върху феноменологичните уравнения в Норвежкия технологичен институт, там решават, че е твърде непълен, за да се квалифицира като докторска дисертация. В Йейл му казват, че може да представи една от своите публикувани статии като дисертация, но вместо това той настоява за нов изследователски проект. Неговата дисертация, озаглавена „Решения на уравнението на Матьо за периода от 4 пи и някои сродни функции“, е извън възможностите за разбиране на членовете на факултетите по химия и физика, така че защитата ѝ преминава успешно, едва след като в комисията са включени някои от членовете на катедрата по математика, които настояват, че работата е достатъчно добра и че ако химическият факултет не му признае докторска степен, ще го направят те. Докторската степен по химия е присъдена през 1935 година. Още преди дисертацията да е завършена, той е назначен за асистент през 1934 г., а после и доцент през 1940 година. Онсагер бързо демонстрира в Йейл същите черти, които е имал в „Джон Хопкинс“ и „Браун“: той извършва брилянтни теоретични изследвания, но не е в състояние да изнася лекции на ниво, което студентите да могат да проумеят. Той също така не успява да ръководи изследванията на докторантите, освен с едно изключение.
В края на 1930 г. Онсагер изследва диполната теория на диелектриците, като прави подобрения за друга тема, изследвана от Питър Дебай. Въпреки това, когато през 1936 г. представя своите изследвания на списание, чийто редактор е Дебай, те са отхвърлени. Дебай няма да приеме идеите на Онсагер чак до времето след Втората световна война. През 1940-те Онсагер изучава статистическата механична теория на фазовите преходи в твърди тела, развивайки елегантна математически теория, която е приета с ентусиазъм. Получава точното решение за двумерния модел на Изинг при нулево поле през 1944 г.
През 1945 г. Онсагер е натурализиран като американски гражданин и същата година е удостоен със званието „Дж. Уилард Гибс професор по теоретична химия“. Това е особено подходящо, тъй като Онсагер, като Уилард Гибс, са познати главно в прилагането на математика за решаване на проблеми в областта на физиката и химията и в известен смисъл може да се счита за продължител в същите области, в които Гибс е пионер.
През 1947 г. е избран за член на Националната академия на науките на САЩ.
След Втората световна война Онсагер проучва нови области. Той предлага теоретично обяснение на суперфлуидните свойства на течен хелий през 1949 г., две години по-късно физикът Ричард Файнман независимо от него предлага същата теория. Също така работи върху теориите на течните кристали и електрическите свойства на леда. Докато със стипендия „Фулбрайт“ от университета Кеймбридж той работи върху магнитните свойства на металите, разработва и важни идеи за квантуване на магнитния поток в метали. Удостоен е с медала Лоренц през 1958 г. и е носител на Нобелова награда за химия през 1968 г.

### След Йейл
През 1972 г. Онсагер се оттегля от Йейл и става емеритус. После става член на Центъра за теоретични изследвания в Университета на Маями и е назначен за „изтъкнат професор по физика“. В Университета на Маями остава активен като насочва и вдъхновява постдокторанти, като неговите преподавателски умения, но не и лекторски, се подобряват по време на кариерата му. Той проявява интереси в полупроводниковата физика, биофизиката и радиационната химия. Въпреки това, смъртта му настъпва преди да успее да предизвиква научни пробиви, сравними с тези от ранните му години.
Той остава във Флорида (Корал Гейбълс) до смъртта си на 5 октомври 1976 година, умирайки от аневризма. Сега на надгробния му камък има дълъг списък на награди и позиции, включително наградата на Американското химично общество за чиста химия, медала Ричардс, наградата Люис, но в оригиналната му форма, просто стои „Нобелов лауреат“.

## Наследство
Норвежкият технологичен институт създава традицията да се изнасят лекции, носещи името му, и професорско място на негово име през 1993 г. за награждаване на изтъкнати учени в научните области на Ларс Онсагер: химия, физика и математика. През 1997 г. неговите синове и дъщеря даряват научните му трудове и професионални вещи на Норвежкия университет за наука и технология (преди 1996 г. Норвежки технологичен институт) в Тронхайм, Норвегия, като Алма матер на Онсагер. Днес те са организирани като „Ларс Онсагер Архив“ в библиотека Гунерус в Тронхайм.